# Gravesham
Gravesham ist ein Borough (Verwaltungsbezirk) im nordwestlichen Teil von Kent, England östlich von Greater London. Es liegt am südlichen Ufer der Themse gegenüber Tilbury (Essex). Im Bezirk leben etwa 95.000 Einwohner, davon zwischen 8 und 9 % asiatischer Abstammung. Die Fläche beträgt 99,02 km². Die Verwaltung hat ihren Sitz in Gravesend, in seiner jetzigen Form besteht der Bezirk seit einer Gebietsreform im Jahre 1974.
Im Rahmen der Städtepartnerschaften ist Gravesham seit 1980 verschwistert mit Neumünster.

## Wirtschaft
Wie in vielen anderen Regionen der Industrieländer hat sich auch in Gravesham ein massiver Wandel vom produzierenden Gewerbe zu Dienstleistungen vollzogen, dabei liegt die heutige Arbeitslosenquote mit etwa 2,8 % unter dem britischen Durchschnitt von knapp 4 %, die durchschnittlichen Einkommen liegen allerdings ebenfalls unter dem Landesdurchschnitt.